# Grady Lewis
Grady William Lewis (Boyd, 25 marzo 1917 – Peoria, 11 marzo 2009) è stato un cestista e allenatore di pallacanestro statunitense, professionista nella BAA e nella NBA.

## Palmarès

### Giocatore
- Campione AAU (1940)
- Campione BAA (1948)